# Polyphaenis sericina
Polyphaenis sericina là một loài bướm đêm trong họ Noctuidae.